# Barbados nos Jogos Olímpicos de Verão da Juventude de 2010
Barbados participou dos Jogos Olímpicos de Verão da Juventude de 2010 em Cingapura. A delegação da pequena ilha caribenha foi composta por nove atletas que competiram em cinco esportes.

## Atletismo
| Evento                        | Atleta                | Qualificação | Qualificação | Final     | Final         |
| Evento                        | Atleta                | Resultado    | Posição      | Resultado | Posição       |
| ----------------------------- | --------------------- | ------------ | ------------ | --------- | ------------- |
| 1000 m masculino              | Anthonio Mascoll      | 2:25.43      | 8º (6º q2)   | 2:37.14   | 10º (Final A) |
| 400 m masculino               | Shaquille Alleyne     | 48.68        | 10º (3º q1)  | 48.35     | 2º (Final B)  |
| 100 m com barreiras feminino  | Sade-Mariah Greenidge | 14.02        | 9º (3º q3)   | 13.83     | 1º (Final B)  |
| 100 m feminino                | Shavonne Husbands     | 25.08        | 9º (3º q3)   | 24.58     | 1º (Final B)  |
| 400 m com barreiras masculino | Teamaine Maloney      | 53.86        | 10º (3º q3)  | 53.20     | 2º (Final B)  |

## Hipismo
| Evento            | Atleta                                                                       | Cavalo         | Preliminares | Preliminares | Preliminares | Preliminares | Preliminares | Preliminares | Final       | Final       | Pos. final |
| Evento            | Atleta                                                                       | Cavalo         | Rodada A     | Rodada A     | Rodada B     | Rodada B     | Rodada B     | Total A+B    | Penal.      | Tempo       | Pos. final |
| Evento            | Atleta                                                                       | Cavalo         | Penal. salto | Pos.         | Penal. salto | Penal. tempo | Total B      | Total A+B    | Penal.      | Tempo       | Pos. final |
| ----------------- | ---------------------------------------------------------------------------- | -------------- | ------------ | ------------ | ------------ | ------------ | ------------ | ------------ | ----------- | ----------- | ---------- |
| Saltos individual | Kelsey Bayley                                                                | Virtuous Flare | 12           | 23º          | 4            | 0            | 4            | 16           | Não avançou | Não avançou | 21º        |
| Saltos por equipe | Kelsey Bayley (como integrante da equipe América do Norte, Central e Caribe) | Virtuous Flare | 16           | 6º           | 16           | 0            | 16           | 32           | Não avançou | Não avançou | 6º         |

## Judô
| Evento             | Atleta          | 1ª rodada    | 2ª rodada                   | 2ª rodada repescagem | Final repescagem B                 | Disputa pelo bronze B | Pos. final |
| ------------------ | --------------- | ------------ | --------------------------- | -------------------- | ---------------------------------- | --------------------- | ---------- |
| Até 78 kg feminino | Kadijah Maxwell | Sem oponente | GER Natalia Kubin D 000-100 | Sem oponente         | GUA Melva Tobar Calderón D 000-101 | Não avançou           | --         |

| Evento         | Atleta                                                 | 1ª rodada              | 2ª rodada   | Semifinais  | Final       | Pos. final |
| -------------- | ------------------------------------------------------ | ---------------------- | ----------- | ----------- | ----------- | ---------- |
| Equipes mistas | Kadijah Maxwell (como integrante da equipe Birmingham) | ZZX Equipe Cairo D 2-5 | Não avançou | Não avançou | Não avançou | 12º        |

## Natação
| Evento                | Atleta       | Qualificação | Qualificação | Semifinais  | Semifinais  | Final       | Final       |
| Evento                | Atleta       | Resultado    | Posição      | Resultado   | Posição     | Resultado   | Posição     |
| --------------------- | ------------ | ------------ | ------------ | ----------- | ----------- | ----------- | ----------- |
| 100 m costas feminino | Lee-Ann Rose | 1:08.41      | 32º (2º q1)  | Não avançou | Não avançou | Não avançou | Não avançou |
| 200 m costas feminino | Lee-Ann Rose | 2:25.29      | 27º (4º q1)  |             |             | Não avançou | Não avançou |

## Tênis
| Evento            | Atleta                          | 1ª rodada                                                 | Torneio de consolação                    | Torneio de consolação                 | Torneio de consolação                      | Torneio de consolação              | Pos. final |
| Evento            | Atleta                          | 1ª rodada                                                 | 1ª rodada                                | Quartas-de-final                      | Semifinais                                 | Final                              | Pos. final |
| Evento            | Atleta                          | Oponente Resultado                                        | Oponente Resultado                       | Oponente Resultado                    | Oponente Resultado                         | Oponente Resultado                 | Pos. final |
| ----------------- | ------------------------------- | --------------------------------------------------------- | ---------------------------------------- | ------------------------------------- | ------------------------------------------ | ---------------------------------- | ---------- |
| Simples masculino | Darian King                     | COL Juan Sebastian Gomez D 0-2 (3-6 e 2-6)                | GER Peter Heller V 2-1 (4-6, 7-6 e 10-7) | PHI Jeson Patrombon V 2-0 (7-6 e 6-3) | SVK Filip Horanský V 2-1 (0-6, 7-6 e 10-6) | MKD Stefan Micov V 2-0 (7-5 e 6-2) | --         |
| Duplas masculinas | Darian King e CAN Pavel Krainik | RUS Victor Baluda/ RUS Mikhail Biryukov D 0-2 (4-6 e 3-6) | Não houve                                | Não avançaram                         | Não avançaram                              | Não avançaram                      | --         |